# Oliver von Beaulieu-Marconnay
Oliver Freiherr von Beaulieu-Marconnay (ur. 14 września 1898 w Berlinie, zm. 26 października 1918 w Arlon) – niemiecki as myśliwski z czasów I wojny światowej. Odniósł 25 zwycięstw powietrznych.

## Życiorys
Oliver von Beaulieu-Marconnay urodził się w Berlinie jako syn pruskiego oficera. Po wybuchu I wojny światowej, w czerwcu 1915 w wieku niecałych 16 lat wstąpił do służby wojskowej jako kadet w kawalerii - 4. Pułku Dragonów. W lecie 1916 został odznaczony Żelaznym Krzyżem I klasy. Wiosną 1917 roku złożył podanie o przeniesienie do lotnictwa i pod koniec tego roku ukończył kurs pilota myśliwskiego. Został najpierw przydzielony do eskadry myśliwskiej Jagdstaffel 15, a później do Jagdstaffel 18.
28 maja 1918 von Beaulieu-Marconnay odniósł pierwsze zwycięstwo powietrzne. Do końca czerwca odniósł ich już 8, w ciągu następnych trzech miesięcy 20. 2 września 1918 powierzono mu dowództwo eskadry Jagdstaffel 19. Przez kolegów nazywany był "Bauli", a na samolotach miał wymalowany stylizowany znak "4D", od 4. Pułku Dragonów.
10 października 1918, mając na koncie 25 zestrzeleń, von Beaulieu-Marconnay został w toku walki powietrznej ciężko raniony, dostając się w przypadkowy ogień własnych samolotów. Zdołał wylądować na uszkodzonym samolocie Fokker D.VII, lecz 26 października zmarł od ran w szpitalu. Jeszcze przed śmiercią został pośpiesznie udekorowany najwyższym niemieckim odznaczeniem Pour le Mérite, będąc najmłodszym kawalerem tego orderu, ledwo skończywszy 20 lat. Oliver von Beaulieu-Marconnay był też najmłodszym asem myśliwskim.
Pochowany jest na cmentarzu Invalidenfriedhof w Berlinie.

## Odznaczenia
- Pour le Mérite – 26 października 1918
- Krzyż Żelazny I Klasy
- Krzyż Żelazny II Klasy